# Charmont-sous-Barbuise
Pour les articles homonymes, voir Charmont.
Charmont-sous-Barbuise est une commune française située dans le département de l'Aube, en région Grand Est.

## Géographie
| Montsuzain | Avant-lès-Ramerupt     | Longsols |
| Aubeterre  | Charmont-sous-Barbuise | Onjon    |
| Feuges     | Vailly                 | Luyères  |

Elle est une des cent vingt communes de l’aire urbaine de Troyes, desservie par les D 99, D 8 et D 15, son territoire est traversé par l'autoroute des Anglais.

### Hydrographie
La commune est dans la région hydrographique « la Seine de sa source au confluent de l'Oise (exclu) » au sein du bassin Seine-Normandie. Elle est drainée par la Barbuise, un bras de la Barbuise, la Barbuise et divers autres petits cours d'eau,.
La Barbuise, d'une longueur de 36 km, prend sa source dans la commune de Luyères et se jette  dans l'Aube à Charny-le-Bachot, après avoir traversé douze communes.

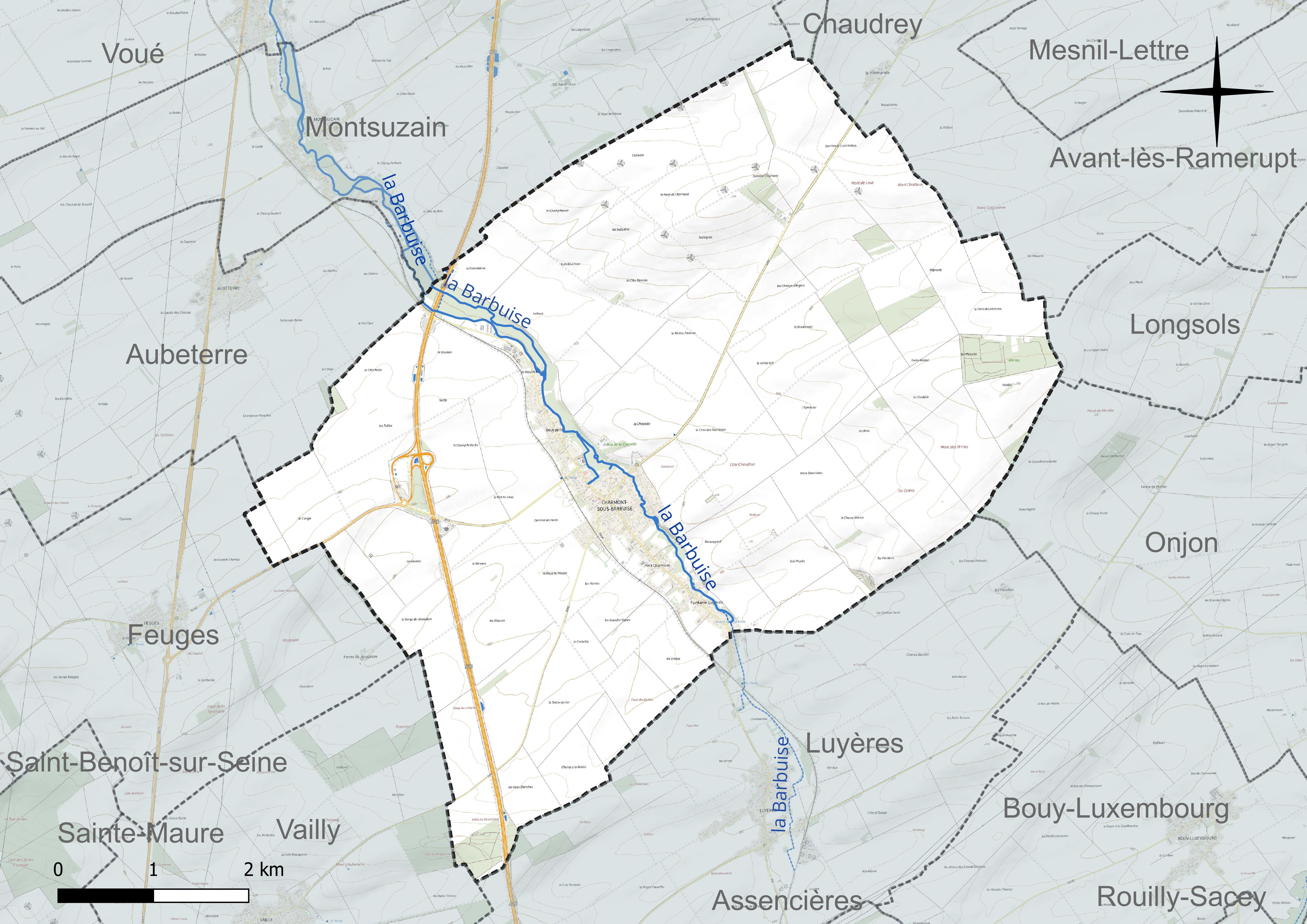
Réseau hydrographique de Charmont-sous-Barbuise.

### Climat
Pour des articles plus généraux, voir Climat du Grand Est et Climat de l'Aube.
En 2010, le climat de la commune est de type climat océanique dégradé des plaines du Centre et du Nord, selon une étude du Centre national de la recherche scientifique s'appuyant sur une série de données couvrant la période 1971-2000. En 2020, Météo-France publie une typologie des climats de la France métropolitaine dans laquelle la commune est exposée à un climat océanique altéré et est dans la région climatique Nord-est du bassin Parisien, caractérisée par un ensoleillement médiocre, une pluviométrie moyenne régulièrement répartie au cours de l’année et un hiver froid (3 °C).
Pour la période 1971-2000, la température annuelle moyenne est de 10,5 °C, avec une amplitude thermique annuelle de 15,7 °C. Le cumul annuel moyen de précipitations est de 728 mm, avec 11,9 jours de précipitations en janvier et 7,8 jours en juillet. Pour la période 1991-2020, la température moyenne annuelle observée sur la station météorologique de Météo-France la plus proche, « Troyes-Barberey », sur la commune de Barberey-Saint-Sulpice à 13 km à vol d'oiseau, est de 11,3 °C et le cumul annuel moyen de précipitations est de 644,6 mm. 
La température maximale relevée sur cette station est de 41,8 °C, atteinte le 25 juillet 2019 ; la température minimale est de −23 °C, atteinte le 17 janvier 1985,,.
Les paramètres climatiques de la commune ont été estimés pour le milieu du siècle (2041-2070) selon différents scénarios d'émission de gaz à effet de serre à partir des nouvelles projections climatiques de référence DRIAS-2020. Ils sont consultables sur un site dédié publié par Météo-France en novembre 2022.

## Urbanisme

### Typologie
Au 1er janvier 2024, Charmont-sous-Barbuise est catégorisée commune rurale à habitat dispersé, selon la nouvelle grille communale de densité à 7 niveaux définie par l'Insee en 2022.
Elle est située hors unité urbaine. Par ailleurs la commune fait partie de l'aire d'attraction de Troyes, dont elle est une commune de la couronne,. Cette aire, qui regroupe 209 communes, est catégorisée dans les aires de 200 000 à moins de 700 000 habitants,.

### Occupation des sols
L'occupation des sols de la commune, telle qu'elle ressort de la base de données européenne d’occupation biophysique des sols Corine Land Cover (CLC), est marquée par l'importance des territoires agricoles (91,4 % en 2018), en diminution par rapport à 1990 (92,4 %). La répartition détaillée en 2018 est la suivante : 
terres arables (90,7 %), forêts (3,8 %), zones urbanisées (3,4 %), zones industrielles ou commerciales et réseaux de communication (0,7 %), zones agricoles hétérogènes (0,7 %), milieux à végétation arbustive et/ou herbacée (0,7 %). L'évolution de l’occupation des sols de la commune et de ses infrastructures peut être observée sur les différentes représentations cartographiques du territoire : la carte de Cassini (XVIIIe siècle), la carte d'état-major (1820-1866) et les cartes ou photos aériennes de l'IGN pour la période actuelle (1950 à aujourd'hui).

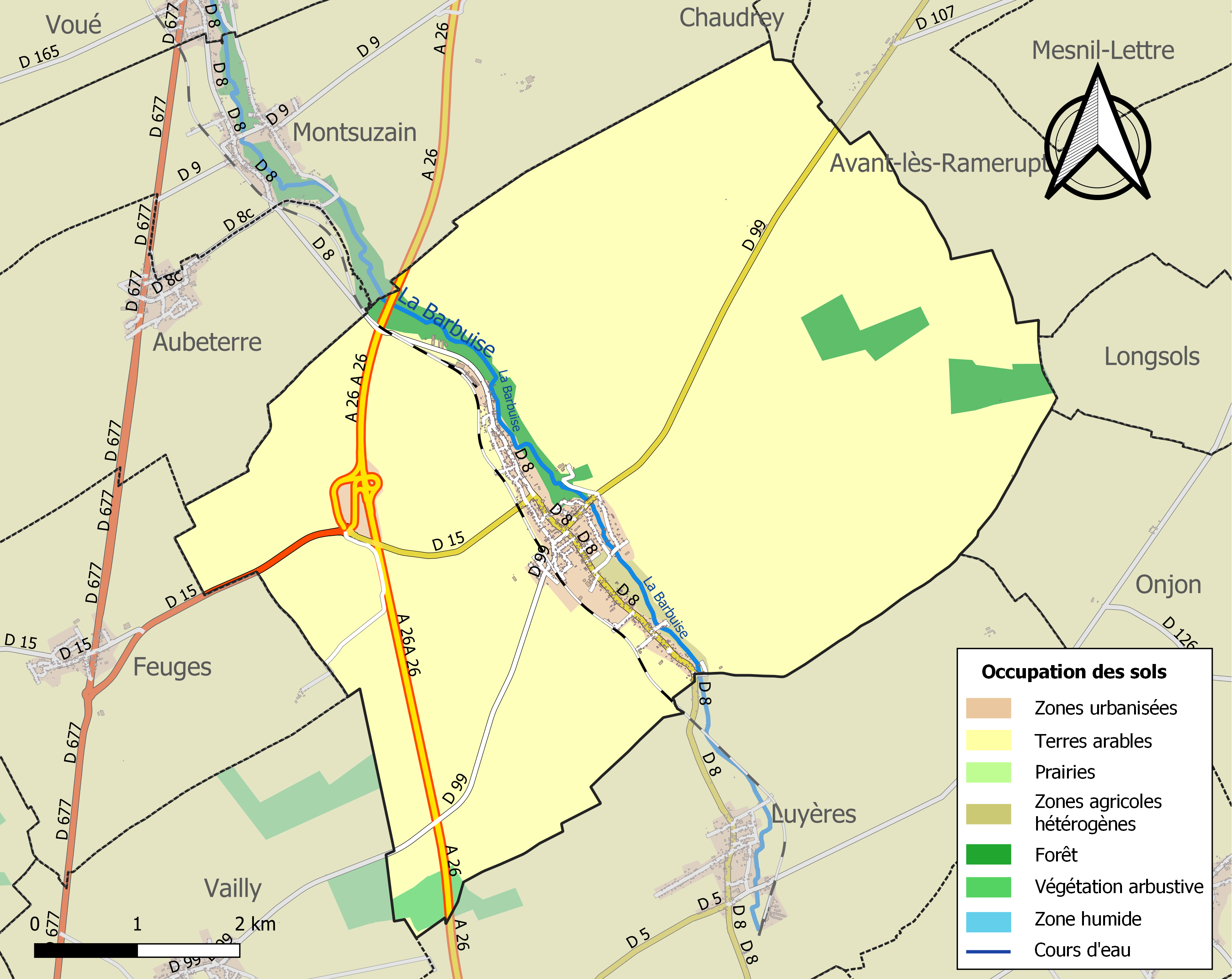
Carte des infrastructures et de l'occupation des sols de la commune en 2018 (CLC).

## Toponymie
Charmont faisait partie de la seigneurie Louis François Hennequin, de Colaverdey, en 1669, par lettres patentes, le seigneur obtenait que la communauté d'habitants pris le nom de Charmont. L'addition de sous-Barbuise a été autorisé par le décret du 4 février 1919.
Le cadastre de 1827 cite, comme lieux-dits : Boitotte, Petit-Charmont, Châtelot, les moulins Chauderot, Chevalier, Huymont, à̠-vent et Rouge ; Crots, Crouillières, la rivière Faveron, Folies, Grand-Étang, les Masures, Mesnils.

## Histoire
Les premiers seigneurs de Colaverdey furent des Hurepels, Jean qui était chevalier en 1200, Milon entre 1199 et 1218. Milon était marié à Ermenjard et avait Henri et Beuve comme enfants.
Pendant l'Ancien régime la communauté dépendait de et de la généralité de Châlons, du bailliage et de l'élection de Troyes et de la mairie royale de Barbuise.

### Filles de la charité
Une maison des Filles de la charité de saint-Vincent de Paul a été fondée en 1774 sous la protection de M. Maizière, seigneur de Charmont. Elles  étaient trois et s'occupaient de l'enseignement pour les filles, des malades et des pauvres.

## Politique et administration
Après la Révolution et jusqu'en an IX la commune relevait du canton de Montsuzain.
Le 1er janvier 1973, la commune de Charmont-sous-Barbuise fusionne avec celle de Fontaine-Luyères, par fusion-association. Le 1er janvier 1977, la fusion de Charmont-sous-Barbuise avec Fontaine-Luyères est transformée en fusion simple.

### Administration municipale
| Période                                  | Période  | Identité          | Étiquette | Qualité  |
| ---------------------------------------- | -------- | ----------------- | --------- | -------- |
| mars 1989                                | mai 2020 | Maurice Mary      | ECO       | Retraité |
| mai 2020                                 | En cours | Liliane Battelier |           |          |
| Les données manquantes sont à compléter. |          |                   |           |          |

### Intercommunalité
La commune fait partie de la communauté de communes Forêts, lacs, terres en Champagne.

## Population et société

### Démographie
L'évolution du nombre d'habitants est connue à travers les recensements de la population effectués dans la commune depuis 1793. Pour les communes de moins de 10 000 habitants, une enquête de recensement portant sur toute la population est réalisée tous les cinq ans, les populations de référence des années intermédiaires étant quant à elles estimées par interpolation ou extrapolation. Pour la commune, le premier recensement exhaustif entrant dans le cadre du nouveau dispositif a été réalisé en 2007.

En 2022, la commune comptait 1 039 habitants, en évolution de +1,17 % par rapport à 2016 (Aube : +0,7 %, France hors Mayotte : +2,11 %).
| 1793 | 1800 | 1806 | 1821 | 1831 | 1836 | 1841 | 1846 | 1851 |
| ---- | ---- | ---- | ---- | ---- | ---- | ---- | ---- | ---- |
| 621  | 635  | 654  | 672  | 729  | 750  | 721  | 667  | 656  |

| 1856 | 1861 | 1866 | 1872 | 1876 | 1881 | 1886 | 1891 | 1896 |
| ---- | ---- | ---- | ---- | ---- | ---- | ---- | ---- | ---- |
| 659  | 642  | 643  | 623  | 596  | 601  | 574  | 570  | 519  |

| 1901 | 1906 | 1911 | 1921 | 1926 | 1931 | 1936 | 1946 | 1954 |
| ---- | ---- | ---- | ---- | ---- | ---- | ---- | ---- | ---- |
| 510  | 509  | 508  | 421  | 460  | 483  | 467  | 430  | 444  |

| 1962 | 1968 | 1975 | 1982 | 1990 | 1999 | 2006 | 2007 | 2012  |
| ---- | ---- | ---- | ---- | ---- | ---- | ---- | ---- | ----- |
| 447  | 501  | 525  | 608  | 648  | 676  | 874  | 902  | 1 046 |

| 2017  | 2022  | - | - | - | - | - | - | - |
| ----- | ----- | - | - | - | - | - | - | - |
| 1 017 | 1 039 | - | - | - | - | - | - | - |

## Culture locale et patrimoine

### Lieux et monuments
Le château de Charmont-sous-Barbuise est à l'origine une maison forte seigneuriale de Colaverey, citée en 1233. Elle est décrite « comme motte et lieu seigneurial du dict Coulaverdey, où souloit estre le chastel, fermé de fossez, qui est de present en ruyne » en 1539. Elle est relevée en 1550 et le dernier château est construit par Joseph-Aimé Hennequin en 1725. L'édifice est inscrit au titre des monuments historiques en 1988.
L'église Saint-Symphorien datant du xvie siècle est classée comme monument historique en 1928.

L'église de l'Assomption-de-la-Vierge située dans l'ancienne commune de Fontaine-Luyères remonte au xiie siècle mais est remaniée au xvie siècle. Elle est inscrite comme monument historique en 1972.

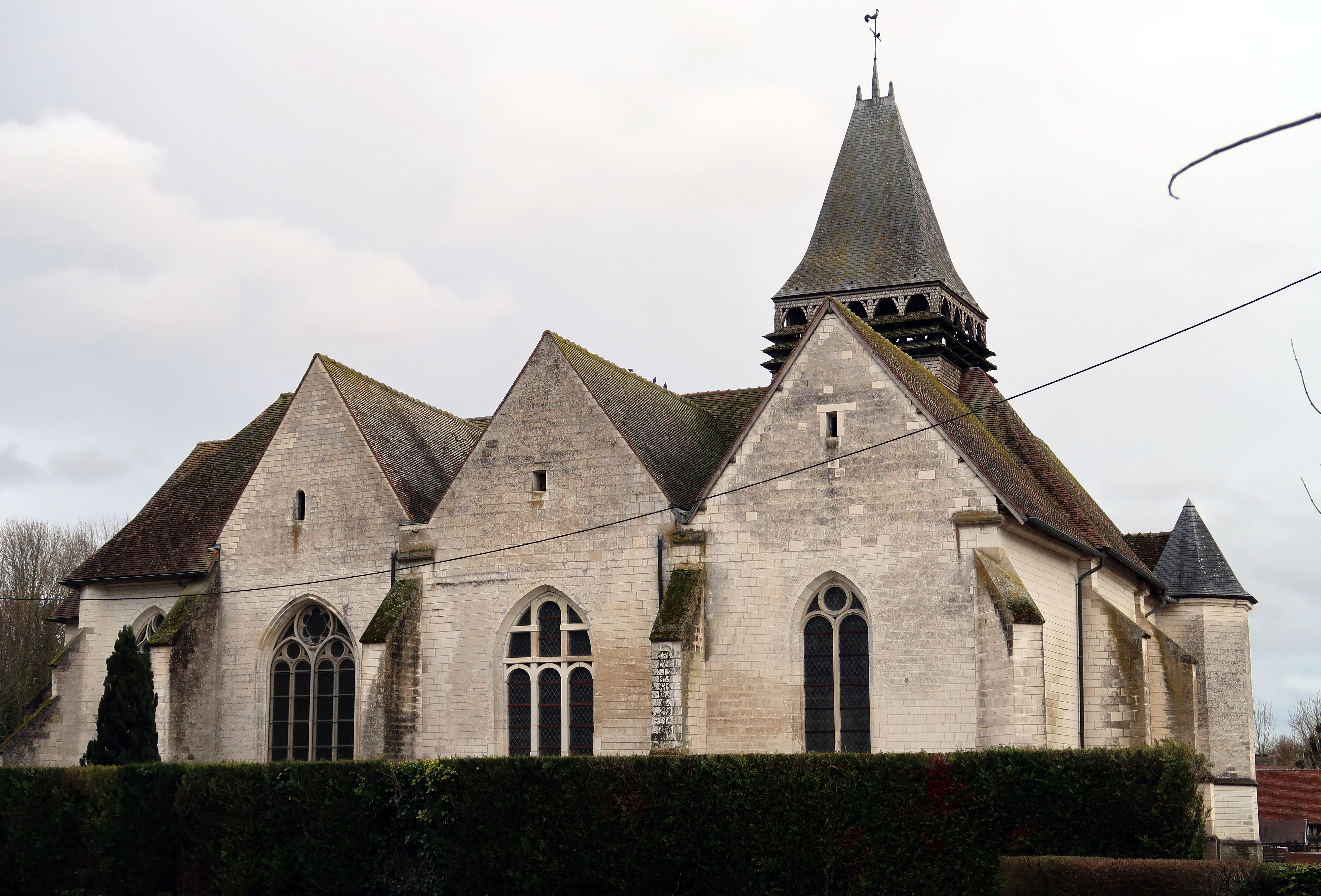
Église
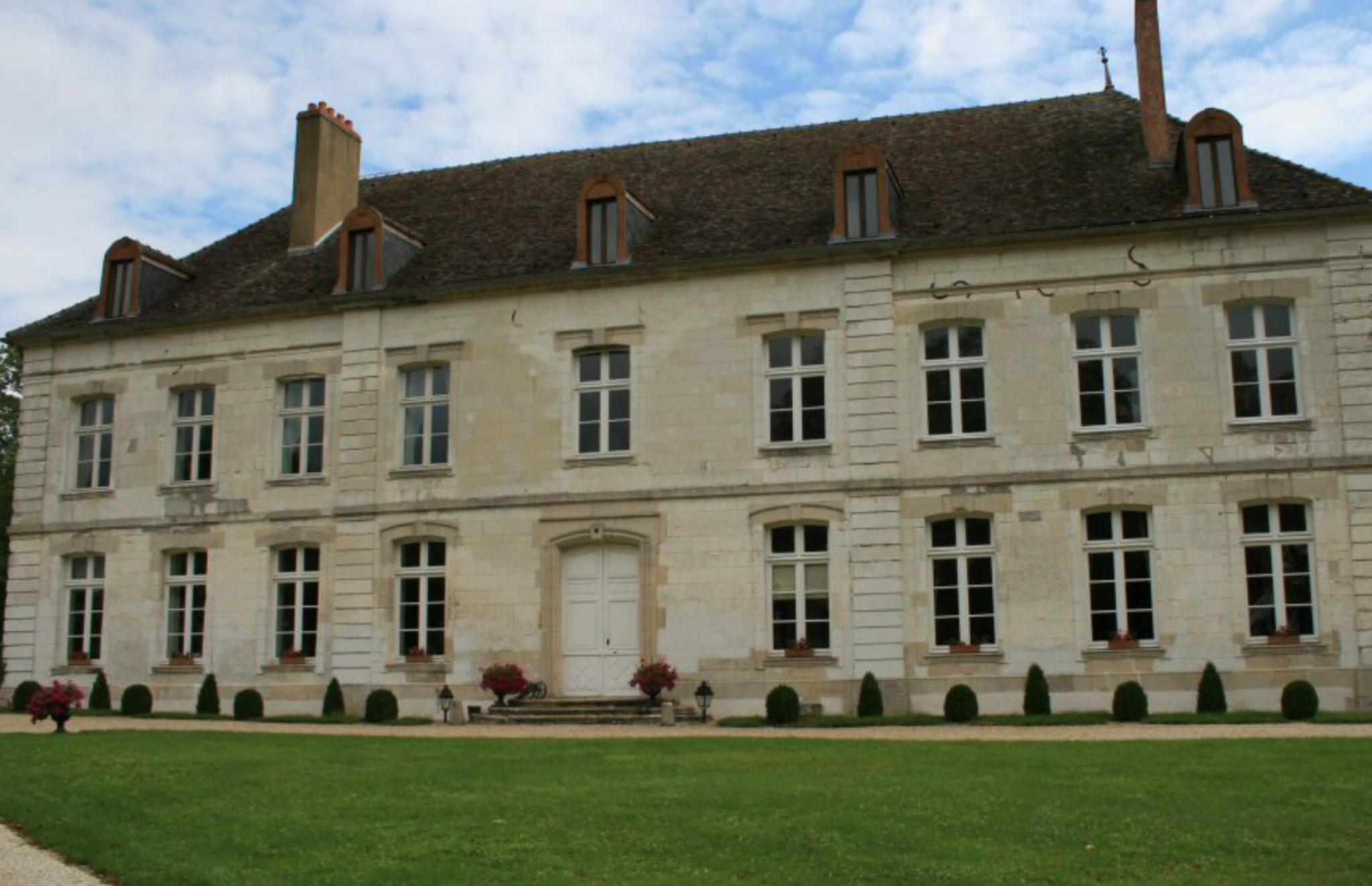
Château

### Personnalités liées à la commune
- Henri Legrand (1873-1930), instituteur puis inspecteur et écrivain, qui sous le pseudonyme Gabriel Maurière publie quinze romans et recueils de nouvelles. Son œuvre la plus connue, Peau de pêche, narre l’existence d'un jeune Parisien confié à des parents dans une ferme de Charmont-sous-Barbuise. Ce livre, plus particulièrement diffusé en tant que livre de lecture pour l’enseignement[26], a fait l'objet d'une adaptation au cinéma en 1929.
- Marcel Vallat (1898-1986), contrôleur civil du Maroc, ministre plénipotentiaire et préfet de première classe, décédé et inhumé à Charmont-sous-Barbuise.
- Jean-Marie Bigard (né en 1954), humoriste, acteur et réalisateur, originaire de Fontaine-Luyères, commune qui a été absorbée depuis par Charmont-sous-Barbuise.

### Héraldique
| Blason de Charmont-sous-Barbuise | Blason  | Écartelé : au 1er d'argent à cinq épis de blé tigés, feuillés et empoignés de sable, au 2e d'azur à une croix ancrée d'or, au 3e d'azur à la divise ondée d'argent, au 4e d'argent à une plume de sable posée en barre. |
| Blason de Charmont-sous-Barbuise | Détails | Le statut officiel du blason reste à déterminer. |